# Solanum hotteanum
Solanum hotteanum är en potatisväxtart som beskrevs av Ignatz Urban och Erik Leonard Ekman. Solanum hotteanum ingår i släktet skattor som ingår i familjen potatisväxter. Inga underarter finns listade i Catalogue of Life.